# Cookeilanden op de Olympische Zomerspelen 2020
De Cookeilanden namen deel aan de Olympische Zomerspelen 2020 in Tokio, Japan. Er werden door de zes atleten geen medailles gewonnen.

## Atleten
Hieronder volgt een overzicht van de atleten die zich kwalificeerden voor deelname aan de Olympische Zomerspelen 2020.
| sport     | Mannen | Vrouwen | totaal |
| --------- | ------ | ------- | ------ |
| Atletiek  | 1      | 0       | 1      |
| Kanovaren | 1      | 2       | 3      |
| Zwemmen   | 1      | 1       | 2      |
| totaal    | 3      | 3       | 6      |

## Sporten

### Atletiek
Mannen
Loopnummers
| atleet       | onderdeel | series     | series | kwartfinale | kwartfinale | halve finale   | halve finale   | finale         | finale         |
| atleet       | onderdeel | tijd       | rang   | tijd        | rang        | tijd           | rang           | tijd           | rang           |
| ------------ | --------- | ---------- | ------ | ----------- | ----------- | -------------- | -------------- | -------------- | -------------- |
| Alex Beddoes | 800 m     | 1.47,26 NR | 7      | n.v.t.      | n.v.t.      | niet geplaatst | niet geplaatst | niet geplaatst | niet geplaatst |

### Kanovaren
Mannen
Sprint
| atleet      | onderdeel  | series   | series | kwartfinale | kwartfinale | halve finale   | halve finale   | finale         | finale         |
| atleet      | onderdeel  | tijd     | rang   | tijd        | rang        | tijd           | rang           | tijd           | rang           |
| ----------- | ---------- | -------- | ------ | ----------- | ----------- | -------------- | -------------- | -------------- | -------------- |
| Kohl Horton | K-1 200 m  | 40,061   | 4 KF   | DNF         | DNF         | niet geplaatst | niet geplaatst | niet geplaatst | niet geplaatst |
| Kohl Horton | K-1 1000 m | 4.24,679 | 6 KF   | 4.39,138    | 6           | niet geplaatst | niet geplaatst | niet geplaatst | niet geplaatst |

Vrouwen
Slalom
| atlete        | onderdeel  | series | series | series | series | series    | series | kwartfinale | kwartfinale | halve finale   | halve finale   | finale         | finale         |
| atlete        | onderdeel  | run 1  | rang   | run 2  | rang   | beste run | rang   | tijd        | rang        | tijd           | rang           | tijd           | rang           |
| ------------- | ---------- | ------ | ------ | ------ | ------ | --------- | ------ | ----------- | ----------- | -------------- | -------------- | -------------- | -------------- |
| Jane Nicholas | C-1 slalom | 151.95 | 19     | 205.74 | 22     | 151.95    | 21     | n.v.t.      | n.v.t.      | niet geplaatst | niet geplaatst | niet geplaatst | niet geplaatst |
| Jane Nicholas | K-1 slalom | 150.17 | 23     | 120.10 | 20     | 120.10    | 21 Q   | n.v.t.      | n.v.t.      | 144.84         | 22             | niet geplaatst | niet geplaatst |

Sprint
| atlete       | onderdeel | series | series | kwartfinale | kwartfinale | halve finale   | halve finale   | finale         | finale         |
| atlete       | onderdeel | tijd   | rang   | tijd        | rang        | tijd           | rang           | tijd           | rang           |
| ------------ | --------- | ------ | ------ | ----------- | ----------- | -------------- | -------------- | -------------- | -------------- |
| Jade Tierney | K-1 200 m | 48,271 | 6 KF   | 49,290      | 8           | niet geplaatst | niet geplaatst | niet geplaatst | niet geplaatst |

Legenda: KF=kwartfinale

### Zwemmen
Mannen
| atleet         | onderdeel        | series  | series | halve finale   | halve finale   | finale         | finale         |
| atleet         | onderdeel        | tijd    | rang   | tijd           | rang           | tijd           | rang           |
| -------------- | ---------------- | ------- | ------ | -------------- | -------------- | -------------- | -------------- |
| Wesley Roberts | 200 m vrije slag | 1.50,41 | 37     | niet geplaatst | niet geplaatst | niet geplaatst | niet geplaatst |
| Wesley Roberts | 400 m vrije slag | 3.55,65 | 30     | n.v.t.         | n.v.t.         | niet geplaatst | niet geplaatst |

Vrouwen
| atlete                  | onderdeel        | series  | series | halve finale   | halve finale   | finale         | finale         |
| atlete                  | onderdeel        | tijd    | rang   | tijd           | rang           | tijd           | rang           |
| ----------------------- | ---------------- | ------- | ------ | -------------- | -------------- | -------------- | -------------- |
| Kirsten Fisher-Marsters | 100 m schoolslag | 1.13,98 | 36     | niet geplaatst | niet geplaatst | niet geplaatst | niet geplaatst |